# Bodo Kuhn
Pour les articles homonymes, voir Kuhn.
Bodo Johannes Kuhn (né le 9 août 1967 à Miltenberg) est un athlète allemand spécialiste du 400 mètres. Il obtient sa seule médaille olympique lors du relais 4 × 400 mètres des Jeux olympiques d'été de 1988.

## Carrière

### Palmarès
| Date | Compétition           | Lieu  | Résultat | Performance   |
| ---- | --------------------- | ----- | -------- | ------------- |
| 1988 | Jeux olympiques d'été | Séoul | 3e       | 3 min 00 s 56 |

### Records
| Épreuve    | Performance | Lieu  | Date |
| ---------- | ----------- | ----- | ---- |
| 400 mètres | 45 s 77     | Séoul | 1988 |